# 第61回グラミー賞
第61回グラミー賞（だい61かいグラミーしょう、The 61st Annual Grammy Awards）は、2019年2月10日にカリフォルニア州ロサンゼルス市のステイプルズ・センターにて授賞式が行われた。主要以外の部門は隣接するマイクロソフト・シアターで開催された。司会は女性歌手のアリシア・キーズが務める。

## 変更点
- 主要部門（年間最優秀レコード・年間最優秀アルバム・年間最優秀楽曲・最優秀新人賞）は候補が8に増える。
- Best Surround Sound AlbumがBest Immersive Audio Albumに改称。
- Best Compilation Soundtrack for Visual Mediaは音楽監督に授与。

## ノミネートの発表
候補作は当初2018年12月5日に発表される予定だった。しかしジョージ・H・W・ブッシュ元大統領の国葬開催の伴い2日延期され、12月7日に発表された。

## 受賞・候補作
受賞は各部門最上段に太字のもの

### 総合
最優秀レコード賞
- "This Is America" – チャイルディッシュ・ガンビーノ
  - Donald Glover & Ludwig Goransson, プロデューサー; Derek "MixedByAli" Ali & Riley Mackin, エンジニア/ミキサー; Mike Bozzi, マスタリング・エンジニア
- "I Like It" – カーディ・B, バッド・バニー & J・バルヴィン
  - Invincible, JWhiteDidIt, Craig Kallman & Tainy, producers; Leslie Brathwaite & Evan LaRay, engineers/mixers; Colin Leonard, mastering engineer
- "The Joke" – ブランディ・カーライル
  - Dave Cobb & Shooter Jennings, producers; Tom Elmhirst & Eddie Spear, engineers/mixers; Pete Lyman, mastering engineer
- "God's Plan" – ドレイク
  - Boi-1Da, Cardo & Young Exclusive, producers; Noel Cadastre, Noel "Gadget" Campbell & Noah Shebib, engineers/mixers; Chris Athens, mastering engineer
- "シャロウ（Shallow）" – レディー・ガガ & ブラッドリー・クーパー 
  - レディー・ガガ & ベンジャミン・ライス, producers; Tom Elmhirst, engineer/mixer; Randy Merrill, mastering engineer
- "オール・ザ・スターズ（All the Stars）" – ケンドリック・ラマー & SZA
  - Al Shux & Sounwave, producers; Sam Ricci & Matt Schaeffer, engineers/mixers; Mike Bozzi, mastering engineer
- "Rockstar" – ポスト・マローン featuring 21サヴェージ
  - Louis Bell & Tank God, producers; Louis Bell & Manny Marroquin, engineers/mixers; Mike Bozzi, mastering engineer
- "The Middle" – ゼッド, Maren Morris and Grey
  - Grey, Monsters & Strangerz & Zedd, producers; Grey, Tom Morris, Ryan Shanahan & Zedd, engineers/mixers; Mike Marsh, mastering engineer

最優秀アルバム賞
- 『ゴールデン・アワー（Golden Hour）』 – ケイシー・マスグレイヴス
  - Ian Fitchuk, Kacey Musgraves & Daniel Tashian, プロデューサー; Craig Alvin & Shawn Everett エンジニア/ミキサー; Ian Fitchuk, Kacey Musgraves & Daniel Tashian, ソングライター; Greg Calbi & Steve Fallone, マスタリング・エンジニア
- 『インヴェイジョン・オブ・プライバシー（Invasion of Privacy）』 – カーディ・B
  - Leslie Brathwaite & Evan LaRay, engineers/mixers; Belcalis Almanzar & Jorden Thorpe, songwriters; Colin Leonard, mastering engineer
- 『By the Way, I Forgive You』 – ブランディ・カーライル
  - Dave Cobb & Shooter Jennings, producers; Dave Cobb & Eddie Spear, engineers/mixers; Brandi Carlile, Phil Hanseroth & Tim Hanseroth, songwriters; Pete Lyman, mastering engineer
- 『スコーピオン（Scorpion）』 – ドレイク
  - Noel Cadastre, Noel "Gadget" Campbell & Noah Shebib, engineers/mixers; Aubrey Graham & Noah Shebib, songwriters; Chris Athens, mastering engineer
- 『H.E.R.』 – H.E.R.
  - Darhyl "Hey DJ" Camper Jr., David "Swagg R'Celious" Harris, H.E.R., Walter Jones & Jeff Robinson, producers; Miki Tsutsumi, engineer/mixer; Darhyl Camper Jr. & H.E.R., songwriters; Dave Kutch, mastering engineer
- 『Beerbongs & Bentleys』 – ポスト・マローン
  - Louis Bell & Post Malone, producers; Louis Bell & Manny Marroquin, engineers/mixers; Louis Bell & Austin Post, songwriters; Mike Bozzi, mastering engineer
- 『ダーティー・コンピューター（Dirty Computer）』 – ジャネール・モネイ
  - Chuck Lightning, Janelle Monáe Robinson & Nate "Rocket" Wonder, producers; Mick Guzauski, Janelle Monáe Robinson & Nate "Rocket" Wonder, engineers/mixers; Nathaniel Irvin III, Charles Joseph II, Taylor Parks & Janelle Monáe Robinson, songwriters; Chris Gehringer, mastering engineer
- 『ブラックパンサー・ザ・アルバム（Black Panther: The Album）』 – Various Artists
  - Kendrick Lamar, featured artist; Kendrick Duckworth & Sounwave, producers; Matt Schaeffer, engineer/mixer; Kendrick Duckworth & Mark Spears, songwriters; Mike Bozzi, mastering engineer

最優秀楽曲賞
- "ディス・イズ・アメリカ（This Is America）" - チャイルディッシュ・ガンビーノ
  - Donald Glover, Ludwig Göransson & Jeffrey Lamar Williams, ソングライター
- "オール・ザ・スターズ（All the Stars）" - ケンドリック・ラマー ＆ SZA
  - Kendrick Duckworth, Solána Rowe, Al Shuckburgh, Mark Spears & Anthony Tiffith, songwriters（『Black Panther: The Album』所収）
- "Boo'd Up" - エラ・メイ
  - Larrance Dopson, Joelle James, Ella Mai & Dijon McFarlane, songwriters
- "God's Plan" - ドレイク
  - Aubrey Graham, Daveon Jackson, Brock Korsan, Ron LaTour, Matthew Samuels & Noah Shebib, songwriters
- "In My Blood" - ショーン・メンデス
  - Teddy Geiger, Scott Harris, Shawn Mendes & Geoffrey Warburton, songwriters
- "ザ・ジョーク（The Joke）" - ブランディ・カーライル
  - Brandi Carlile, Dave Cobb, Phil Hanseroth & Tim Hanseroth, songwriters（『By the Way, I Forgive You』所収）
- "The Middle" - ゼッド, Maren Morris and Grey
  - Sarah Aarons, Jordan K. Johnson, Stefan Johnson, Marcus Lomax, Kyle Trewartha, Michael Trewartha & Anton Zaslavski, songwriters
- "シャロウ（Shallow）" - レディー・ガガ ＆ ブラッドリー・クーパー
  - Lady Gaga, Mark Ronson, Anthony Rossomando & Andrew Wyatt, songwriters（『アリー/ スター誕生 サウンドトラック』所収）

最優秀新人賞
- デュア・リパ
- クロイ&ハリー
- ルーク・コムズ
- グレタ・ヴァン・フリート
- H.E.R.
- マーゴ・プライス（英語版）
- ビービー・レクサ
- ジョルジャ・スミス

### ポップ
最優秀ポップ・ソロ・パフォーマンス
- "Joanne (Where Do You Think You're Goin'?)" – レディー・ガガ（『ジョアン（Joanne）』所収）
- "カラーズ（Colors）" – ベック（『カラーズ（Colors）』所収）
- "Havana (Live)" – カミラ・カベロ（『カミラ（Camila）』所収）
- "God Is a Woman" – アリアナ・グランデ（『スウィートナー（Sweetener）』所収）
- "Better Now" – ポスト・マローン（『Beerbongs & Bentleys』所収）

最優秀ポップ・デュオ／グループ・パフォーマンス
- "シャロウ（Shallow）" – レディー・ガガ＆ブラッドリー・クーパー（『アリー/ スター誕生 サウンドトラック』所収）
- "フォール・イン・ライン（Fall In Line）" – クリスティーナ・アギレラ  featuring デミ・ロヴァート
- "Don't Go Breaking My Heart" – バックストリート・ボーイズ
- "ス・ワンダフル（'S Wonderful）" – トニー・ベネット＆ダイアナ・クラール
- "Girls Like You" – マルーン5 featuring カーディ・B
- "Say Something" – ジャスティン・ティンバーレイク featuring クリス・ステープルトン
- "The Middle" – Zedd、マレン・モリス、Grey

最優秀ポップ・ボーカル・アルバム
- 『マイ・ウェイ（My Way）』 - ウィリー・ネルソン
- 『ラヴ・イズ・ヒア・トゥ・ステイ（Love Is Here to Stay）』 - トニー・ベネット＆ダイアナ・クラール
- 『ナット・キング・コール＆ミー（Nat King Cole & Me）』 - グレゴリー・ポーター
- 『スタンダーズ（Standards (Deluxe)）』 - シール
- 『ミュージック、メモリーズ、マジック！（The Music...The Mem'ries...The Magic!）』 - バーブラ・ストライサンド

最優秀トラディショナル・ポップ・ボーカル・アルバム
- 『スウィートナー（Sweetener）』 – アリアナ・グランデ
- 『カミラ（Camila）』 – カミラ・カベロ
- 『ミーニング・オブ・ライフ（Meaning of Life）』 – ケリー・クラークソン
- 『ショーン・メンデス（Shawn Mendes）』 – ショーン・メンデス
- 『ビューティフル・トラウマ（Beautiful Trauma）』 – P!NK
- 『レピュテーション（Reputation）』 – テイラー・スウィフト

### ダンス／エレクトロニック
最優秀ダンス・レコーディング
- "Electricity" – Silk City & デュア・リパ featuring ディプロ & マーク・ロンソン
  - Jarami, Alex Metric, Riton & Silk City, producers; Josh Gudwin, mixer
- "Northern Soul" – アバヴ&ビヨンド featuring Richard Bedford
  - Above & Beyond & Andrew Bayer, producers; Above & Beyond, mixers
- "Ultimatum" – Disclosure featuring Fatoumata Diawara
  - Guy Lawrence & Howard Lawrence, producers; Guy Lawrence, mixer
- "Losing It" – Fisher
  - Paul Nicholas Fisher, producer; Kevin Grainger, mixer
- "Ghost Voices" – Virtual Self
  - Porter Robinson, producer; Porter Robinson, mixer

最優秀ダンス／エレクトロニック・アルバム
- 『ウーマン・ワールドワイド（Woman Worldwide）』 – ジャスティス
- 『シンギュラリティー（Singularity）』 – ジョン・ホプキンス（英語版）
- 『ツリーハウス（Treehouse）』 – ソフィー・タッカー（英語版）
- 『Oil of Every Pearl's Un-Insides』 – ソフィー
- 『Lune Rouge』 – TOKiMONSTA

### コンテンポラリー・インストゥルメンタル
最優秀コンテンポラリー・インストゥルメンタル・アルバム
- 『スティーヴ・ガッド・バンド（Steve Gadd Band）』 – スティーヴ・ガッド・バンド
- 『エマンシペイション・プロクラスティネーション（The Emancipation Procrastination）』 – クリスチャン・スコット（英語版）
- 『モダン・ロア（Modern Lore）』 – ジュリアン・レイジ（英語版）
- 『レイド・ブラック（Laid Black）』 – マーカス・ミラー
- 『プロトコル IV（Protocol IV）』 – サイモン・フィリップス

### ロック
最優秀ロック・パフォーマンス
- "When Bad Does Good" – クリス・コーネル（没後。『Chris Cornell』所収。）
- "Four Out of Five" – アークティック・モンキーズ（『トランクイリティ・ベース・ホテル・アンド・カジノ（Tranquility Base Hotel & Casino）』所収）
- "Made an America" – フィーヴァー333（英語版）（EP『Made an America』所収）
- "ハイウェイ・チューン（Highway Tune）" – グレタ・ヴァン・フリート（『From the Fires』所収）
- "Uncomfortable" – ヘイルストーム（『Vicious』所収）

最優秀メタル・パフォーマンス
- "エレクトリック・メサイア（Electric Messiah）" – ハイ・オン・ファイア（『エレクトリック・メサイア（Electric Messiah）』所収）
- "Condemned to the Gallows" – ビトウィーン・ザ・ベリード・アンド・ミー
- "Honeycomb" – デフヘヴン
- "Betrayer" – トリヴィアム
- "On My Teeth" – アンダーオース

最優秀ロック・ソング
- "Masseduction" - セイント・ヴィンセント
  - ジャック・アントノフ、アニー・クラーク（ソングライター）（『Masseduction』所収）
- "Black Smoke Rising" - グレタ・ヴァン・フリート
- "Jumpsuit" - トゥエンティ・ワン・パイロッツ
- "Mantra" - ブリング・ミー・ザ・ホライズン
- "Rats" - ゴースト

最優秀ロック・アルバム
- 『フロム・ザ・ファイアーズ（From the Fires）』 – グレタ・ヴァン・フリート
- 『レーニア・フォグ（Rainier Fog）』 – アリス・イン・チェインズ
- 『マ ニ ア（Mania）』 – フォール・アウト・ボーイ
- 『プレクウェル（Prequelle）』 – ゴースト
- 『パシフィック・デイドリーム（Pacific Daydream）』 – ウィーザー

### オルタナティヴ
最優秀オルタナティヴ・ミュージック・アルバム
- 『カラーズ（Colors）』 – ベック
- 『トランクイリティ・ベース・ホテル・アンド・カジノ（Tranquility Base Hotel & Casino）』 – アークティック・モンキーズ
- 『ユートピア（Utopia）』 – ビョーク
- 『アメリカン・ユートピア（American Utopia）』 – デヴィッド・バーン
- 『マスセダクション（Masseduction）』 – セイント・ヴィンセント

### R&B
最優秀R&Bパフォーマンス
- "Best Part" – H.E.R. featuring ダニエル・シーザー（『Freudian』所収）
- "Long as I Live" – トニー・ブラクストン（『Sex & Cigarettes』所収）
- "Summer" – ザ・カーターズ（『エヴリシング・イズ・ラヴ（Everything Is Love）』所収）
- "Y O Y" – レイラ・ハサウェイ（『オネストリー （Honestly）』所収）
- "First Began" – PJモートン（『Gumbo』所収）

最優秀トラディショナルR&Bパフォーマンス
- "Bet Ain't Worth the Hand" – リオン・ブリッジズ（『グッド・シング（Good Thing）』所収）
- "How Deep Is Your Love" – PJモートン featuring Yebba（『Gumbo』所収）
- "Don't Fall Apart on Me Tonight" – Bettye LaVette（『Things Have Changed』所収）
- "Honest" – MAJOR.（『Even More』所収）
- "Made for Love" – チャーリ・ウィルソン（英語版） featuring レイラ・ハサウェイ（『In It to Win It』所収）

最優秀R&Bソング
- "Boo'd Up"
  - Larrance Dopson、Joelle James、エラ・メイ、Dijon McFarlane（ソングライター）（エラ・メイ『Ready』および『エラ・メイ』所収）
- "Come Through and Chill" (ミゲル featuring J・コール & Salaam Remi)
- "Feels Like Summer " (チャイルディッシュ・ガンビーノ)
- "Focus" (H.E.R.)
- "Long as I Live " (Toni Braxton)

最優秀アーバン・コンテンポラリー・アルバム
- 『エヴリシング・イズ・ラヴ（Everything Is Love）』 – ザ・カーターズ
- 『The Kids Are Alright』 – クロイ&ハリー
- 『クリス・デイヴ＆ザ・ドラムヘッズ（Chris Dave and the Drumhedz）』 – クリス・デイヴ＆ザ・ドラムヘッズ
- 『War & Leisure』 – ミゲル
- 『カヴァーズ：ヴェントリロクイズム（Ventriloquism）』 – ミシェル・ンデゲオチェロ

最優秀R&Bアルバム
- 『H.E.R.』 – H.E.R.
- 『Sex & Cigarettes』 – トニー・ブラクストン
- 『グッド・シング（Good Thing）』 – リオン・ブリッジズ
- 『オネストリー （Honestly）』 – レイラ・ハサウェイ
- 『アンプラグド（Gumbo Unplugged）』 – PJモートン

### ラップ
最優秀ラップ・パフォーマンス
- "King's Dead" – ケンドリック・ラマー、ジェイ・ロック、フューチャー、ジェイムス・ブレイク（ソングライター）。（ジェイ・ロック『リデンプション』所収）
- "Bubblin" – アンダーソン・パーク（YouTube公開）
- "Be Careful" – カーディ・B（『インヴェイジョン・オブ・プライバシー（Invasion of Privacy）』所収）
- "Nice for What" – ドレイク（『スコーピオン（Scorpion）』所収）
- "Sicko Mode" – トラビス・スコット、ドレイク、Big Hawk、スウェイ・リー（『Astroworld』所収）

最優秀ラップ／歌唱パフォーマンス
- "ディス・イズ・アメリカ（This Is America）" – チャイルディッシュ・ガンビーノ
- "Like I Do" – クリスティーナ・アギレラ featuring ゴールドリンク
- "Pretty Little Fears" – 6lack featuring J・コール
- "オール・ザ・スターズ（All the Stars）" – ケンドリック・ラマー＆SZA（『ブラックパンサー・ザ・アルバム（Black Panther: The Album）』所収）
- "Rockstar" – ポスト・マローン featuring 21サヴェージ

最優秀ラップ楽曲
- "God's Plan"
  - オーブリー・グラハム、ダヴェオン・ジャクソン、ブロック・コーサン、Ron LaTour、Matthew Samuels、Noah Shebib（ソングライター）。（ドレイク『スコーピオン』所収）
- "King's Dead " (ケンドリック・ラマー, ジェイ・ロック, フューチャー & ジェイムス・ブレイク)
- "Lucky You " (エミネム featuring Joyner Lucas)
- "Sicko Mode " (トラヴィス・スコット, ドレイク & スウェイ・リー)
- "Win " (ジェイ・ロック)

最優秀ラップ・アルバム
- 『インヴェイジョン・オブ・プライバシー（Invasion of Privacy）』 – カーディ・B
- 『デイトナ（Daytona）』 – プシャ・T
- 『スイミング（Swimming）』 – マック・ミラー
- 『ヴィクトリー・ラップ（Victory Lap）』 – ニプシー・ハッスル
- 『アストロワールド（Astroworld）』 – トラビス・スコット

### カントリー
最優秀カントリー・ソロ・パフォーマンス
- "Butterflies" – ケイシー・マスグレイヴス（『ゴールデン・アワー（Golden Hour）』所収）
- "Wouldn't It Be Great?" – ロレッタ・リン
- "Mona Lisas and Mad Hatters" – Maren Morris
- "Millionaire" – Chris Stapleton
- "Parallel Line" – キース・アーバン

最優秀カントリー・アルバム
- 『ゴールデン・アワー（Golden Hour）』 – ケイシー・マスグレイヴス
- 『Unapologetically』 – Kelsea Ballerini
- 『Port Saint Joe』 – Brothers Osborne
- 『Girl Going Nowhere』 – Ashley McBryde
- 『From a Room: Volume 2』 – Chris Stapleton

### ニューエイジ
最優秀ニューエイジ・アルバム
- 『Opium Moon』 - オピウム・ムーン（英語版）
- 『Hiraeth』 - リサ・ジェラルド＆ディビッド・クッカーマン
- 『Beloved』 - スナータム・カウアー（英語版）
- 『Molecules of Motion』 - スティーヴ・ローチ（英語版）
- 『Moku Maluhia: Peaceful Island』 - ジム・キモ・ウェスト（英語版）

### ジャズ
最優秀インプロヴァイズド・ジャズ・ソロ
- "Don't Fence Me In" – ジョン・デイヴァーザ（英語版）（『American Dreamers: Voices of Hope, Music of Freedom』 所収）
- "Some of That Sunshine" – レジーナ・カーター（英語版）（『Some of That Sunshine』所収）
- "We See" – フレッド・ハーシュ（英語版）（『ライヴ・イン・ヨーロッパ（Live in Europe）』所収）
- "De-Dah" – ブラッド・メルドー（『シーモア・リーズ・ザ・コンスティチューション（Seymour Reads the Constitution!）』所収）
- "Cadenas" – ミゲル・ゼノン（英語版）（『Yo Soy La Tradición』所収）

最優秀ジャズ・ボーカル・アルバム
- 『イフ・ユー・リアリー・ウォント（If You Really Want）』 - ラウル・ミドン with メトロポール・オーケストラ conducted by ヴィンス・メンドーザ
- 『My Mood Is You』 - フレディ・コール（英語版）
- 『ザ・クエスチョンズ（The Questions）』 - カート・エリング
- 『The Subject Tonight Is Love』 - ケイト・マクギャリー（英語版） with キース・ガンツ＆ゲイリー・ヴェルサーチ
- 『ザ・ウィンドウ（The Window）』 - セシル・マクロリン・サルヴァント（英語版）

最優秀ジャズ・インストゥルメンタル・アルバム
- 『エマノン（Emanon）』 - ウェイン・ショーター・カルテット
- 『Diamond Cut』 - ティア・フラー（英語版）
- 『ライヴ・イン・ヨーロッパ（Live in Europe）』 - フレッド・ハーシュ（英語版）・トリオ
- 『シーモア・リーズ・ザ・コンスティチューション（Seymour Reads the Constitution!）』 - ブラッド・メルドー・トリオ
- 『スティル・ドリーミング（Still Dreaming）』 - ジョシュア・レッドマン、ロン・マイルス（英語版）、スコット・コリー（英語版）、ブライアン・ブレイド

最優秀ラージ・ジャズ・アンサンブル・アルバム
- 『American Dreamers: Voices of Hope, Music of Freedom』 - ジョン・デイヴァーザ（英語版）・ビッグバンド featuring DACA Artists
- 『オール・アバウト・ザット・ベイシー（All About That Basie）』 - カウント・ベイシー・オーケストラ directed by スコッティ・バーンハート（英語版）
- 『Presence』 - オーリン・エヴァンス（英語版）＆キャプテン・ブラック・ビッグバンド
- 『All Can Work』 - ジョン・ホレンベック（英語版）・ラージ・アンサンブル
- 『Barefoot Dances and Other Visions』 - ジム・マクニーリー（英語版）＆hr・ビッグバンド（英語版）

最優秀ラテン・ジャズ・アルバム
- 『バック・トゥ・ザ・サンセット（Back to the Sunset）』 - ダフニス・プリエト（英語版）・ビッグバンド
- 『Heart of Brazil - A Tribute To Egberto Gismonti』 - エディ・ダニエルズ
- 『West Side Story Reimagined』 - ボビー・サナブリア（英語版）・マルチヴァース・ビッグバンド
- 『シンケ（Cinque）』 - エリオ・ヴィジャフランカ
- 『Yo Soy La Tradición』 - ミゲル・ゼノン（英語版） featuring Spektral Quartet

### ゴスペル／コンテンポラリー・クリスチャン
最優秀ゴスペル・パフォーマンス／ソング
- トリー・ケリー featuring カーク・フランクリン "Never Alone" – カーク・フランクリン、Victoria Kelly（ソングライター）

最優秀コンテンポラリー・クリスチャン・ミュージック・パフォーマンス／ソング
- Lauren Daigle "You Say" – Lauren Daigle、Jason Ingram、Paul Mabury（ソングライター）

最優秀ゴスペル・アルバム
- 『Hiding Place』 – トリー・ケリー

最優秀コンテンポラリー・クリスチャン・ミュージック・アルバム
- 『Look Up Child』 – ローレン・デイグル（英語版）

最優秀ルーツ・ゴスペル・アルバム
- 『Unexpected』 – Jason Crabb

### アメリカン・ルーツ
最優秀アメリカーナ・アルバム
- 『By the Way』 – ブランディ・カーライル

最優秀トラディショナル・ブルース・アルバム
- 『ザ・ブルース・イズ・アライヴ・アンド・ウェル（The Blues Is Alive and Well）』 – バディ・ガイ

最優秀コンテンポラリー・ブルース・アルバム
- 『プリーズ・ドント・ビー・デッド（Please Don't Be Dead）』 – ファンタスティック・ネグリート

最優秀フォーク・アルバム
- 『All Ashore』 – パンチブラザーズ

最優秀リージョナル・ミュージック・アルバム
- 『No 'Ane'i』 – カラニ・ペア（英語版）

### レゲエ
最優秀レゲエ・アルバム
- 『44/876』 – スティング＆シャギー
- 『As the World Turns』 – ブラック・ウフル
- 『Reggae Forever』 – エターナ（英語版）
- 『Rebellion Rises』 – ジギー・マーリー（英語版）
- 『A Matter of Time』 – プロトジェイ（英語版）

### ワールドミュージック
最優秀ワールドミュージック・アルバム
- 『Freedom』 – ソウェト・ゴスペル・クワイア（英語版）
- 『デラン（Deran）』 –  ボンビーノ（英語版）
- 『ファトゥ（Fenfo）』 – ファトゥマタ・ジャワラ（英語版）
- 『ブラック・タイムス（Black Times）』 – シェウン・クティ＆エジプト80
- 『The Lost Songs of World War II』 – Yiddish Glory

### チルドレンズ
最優秀チルドレンズ・アルバム
- 『All the Sounds』 – Lucy Kalantari＆The Jazz Cats

### スポークン・ワード
最優秀スポークン・ワード・アルバム
- 『Faith: A Journey for All』 – ジミー・カーター

### コメディ
最優秀コメディ・アルバム
- 『冷静沈着＆汚れた鳥（Equanimity & The Bird Revelation）』 – デイヴ・シャペル

### ミュージカル劇場
最優秀ミュージカル劇場アルバム
- Original Broadway Cast『迷子の警察音楽隊（The Band's Visit）』 – Etai Benson、アダム・カンター（英語版）、Katrina Lenk、Ari'el Stachel（プリンシパル・ソロイスト）。Dean Sharenow、David Yazbek（プロデューサー）。David Yazbek（作曲者兼作詞者）。

### ビジュアルメディア向け
最優秀コンピレーション・サウンドトラック
- ヒュー・ジャックマン、Various Artists『グレイテスト・ショーマン（オリジナル・サウンドトラック）（The Greatest Showman: Original Motion Picture Soundtrack）』 - アレックス・ラカモワール（英語版）、パセク&ポール、Greg Wells（コンピレーション・プロデューサー）

最優秀スコア・サウンドトラック
- 『ブラックパンサー：ザ・アルバム（Black Panther: The Album）』 – ルドウィグ・ゴランソン（作曲者）

### 作曲
最優秀インストゥルメンタル作曲
- "Blut und Boden (Blood and Soil)" - テレンス・ブランチャード（作曲者）（テレンス・ブランチャード『ブラック・クランズマン：オリジナル・サウンドトラック』所収）

### 編曲
最優秀編曲（インストゥルメンタルもしくはアカペラ）
- ジョン・デイヴァーザ（英語版）・ビッグバンド featuring DACA Artists "星条旗よ永遠なれ（Stars and Stripes Forever）" – ジョン・デイヴァーザ（編曲者）（『American Dreamers: Voices of Hope, Music of Freedom』所収）

最優秀編曲（インストゥルメンタルおよびボーカル）
- ランディー・ウォルドマン（英語版） featuring テイク6＆クリス・ポッター"スパイダーマンのテーマ（Spiderman Theme）" - マーク・キブル、ランディー・ウォルドマン、ジャスティン・ウィルソン（編曲者）（『SuperHeroes』所収）

### パッケージング
最優秀録音パッケージ
- セイント・ヴィンセント『マスエデュケーション（Masseduction）』 - Willo Perron（アート・ディレクター）

最優秀ボックスドもしくは特別限定版パッケージ
- アル・ヤンコビック『Squeeze Box: The Complete Works of "Weird Al" Yankovic』 - Meghan Foley、Annie Stoll、Al Yankovic（アート・ディレクター）

### ノーツ
最優秀アルバム・ノーツ
- Various Artists『Voices of Mississippi: Artists and Musicians Documented by William Ferris』 - David Evans（アルバム・ノーツ・ライター）

### ヒストリカル
最優秀ヒストリカル・アルバム
- Various Artists『Voices of Mississippi: Artists and Musicians Documented by William Ferris』 - William Ferris、April Ledbetter、Steven Lance Ledbetter（コンピレーション・プロデューサー）。Michael Graves（マスタリング・エンジニア）。

### 制作（非クラシカル）
最優秀エンジニアド・アルバム（非クラシカル）
- ベック『カラーズ（Colors）』 - Julian Burg、Serban Ghenea、David "Elevator" Greenbaum、John Hanes、Beck Hansen、Greg Kurstin、Florian Lagatta、Cole M.G.N.、Alex Pasco、Jesse Shatkin、Darrell Thorp、Cassidy Turbin（エンジニア）。Chris Bellman、Tom Coyne、Emily Lazar、Randy Merrill（マスタリング・エンジニア）。

プロデューサー・オブ・ザ・イヤー（非クラシカル）
- ファレル・ウィリアムス

最優秀リミックスド録音
- ハイム "Walking Away" (Mura Masa Remix) - Alex Crossan（リミキサー）

### 制作（没入型オーディオ）
最優秀没入型オーディオ・アルバム（改名）
- アラン・パーソンズ・プロジェクト『Eye in the Sky：35th Anniversary Edition』 - アラン・パーソンズ（サラウンド・ミックス・エンジニア）。Dave Donnelly、PJ Olsson、アラン・パーソンズ（サラウンド・マスタリング・エンジニア）。アラン・パーソンズ、（サラウンド・プロデューサー）。

### ミュージック・ビデオ／フィルム
最優秀ミュージック・ビデオ
- チャイルディッシュ・ガンビーノ "ディス・イズ・アメリカ（This Is America）" – ヒロ・ムライ（ビデオ・ディレクター）。Ibra Ake、Jason Cole、Fam Rothstein（ビデオ・プロデューサー）。

最優秀ミュージック・フィルム
- クインシー・ジョーンズ『クインシーのすべて（Quincy）』 – アラン・ヒックス、ラシダ・ジョーンズ（ビデオ・ディレクター）。Paula DuPré Pesmen（ビデオ・プロデューサー）。

### 特別賞
ミュージケアーズ・パーソン・オブ・ザ・イヤー
- ドリー・パートン

生涯業績賞
- ブラック・サバス
- George Clinton & Parliament-Funkadelic
- ビリー・エクスタイン
- ダニー・ハサウェイ
- フリオ・イグレシアス
- サム&デイヴ
- ディオンヌ・ワーウィック